# یون سو یی
یون سو یی (کره‌ای: 윤소이؛ زادهٔ مون سو یی در ۵ ژانویه ۱۹۸۵) بازیگر اهل کره جنوبی است. او در ابتدا به عنوان مدل تبلیغاتی فعالیت خود را آغاز کرد و سپس با بازی فیلم آراهان (۲۰۰۴)، نخستین بازیگری خود را انجام داد. او در مجموعه‌های تلویزیونی از جمله قهرمان (۲۰۰۹) و بک دونگ سو دلاور (۲۰۱۱) ایفای نقش کرده‌است.